# Pedro Díaz de Rojas
Pedro Díaz de Rojas (Fuentelencina, 30 de abril de 1724 - Alcalá de Henares, 2 de mayo de 1796) abad mayor de la Iglesia Magistral de Alcalá de Henares, reformador y cancelario de la Universidad de Alcalá.

## Biografía

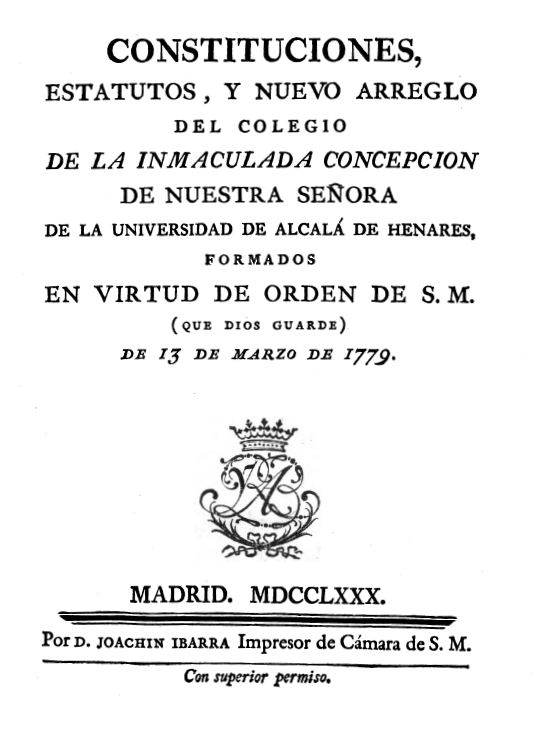
Constituciones del Colegio de la Inmaculada Concepción de Nuestra Señora (1779).

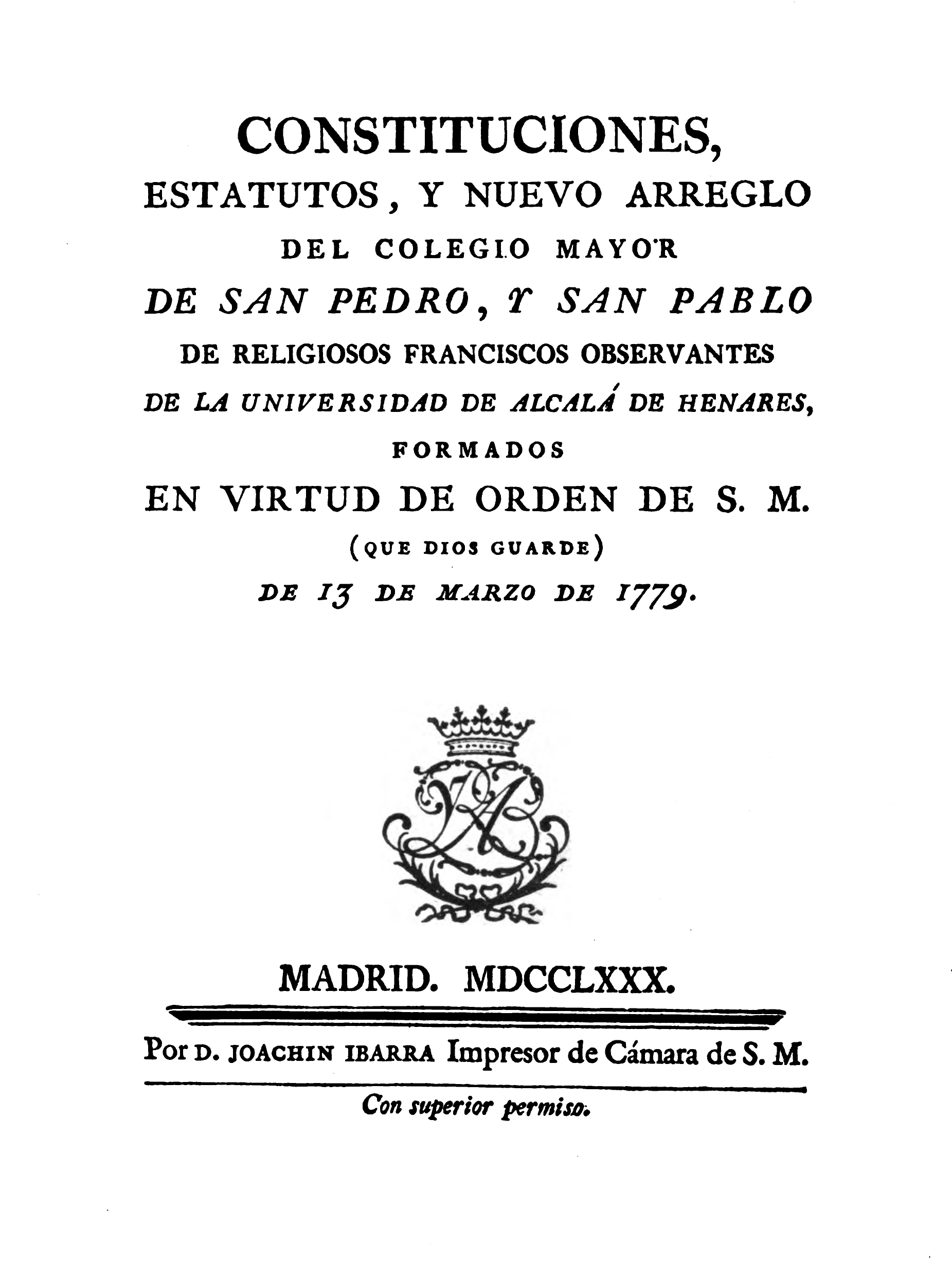
Constituciones del Colegio San Pedro y San Pablo (1779)

Pedro Díaz de Rojas nació el 30 de abril de 1724 en Fuentelencina de la provincia de Guadalajara (España). Se graduó como bachiller en artes el 26 de enero de 1740 por la Universidad de Sigüenza, consiguiendo ese mismo año una beca en el Colegio de Málaga de la Universidad de Alcalá para licenciarse y doctorarse en cánones en 1744.
Inició su carrera eclesiástica en el arzobispado de Toledo con el apoyo del arzobispo Luis de Borbón y Farnesio. Desde 1749 ocupó sucesivamente los cargos de fiscal de Alcázar de San Juan, vicario de Huéscar, vicario y visitador eclesiástico de los partidos de Buitrago del Lozoya, Talavera de la Reina y Alcázar de San Juan; así como abogado de cámara del Arzobispo de Toledo. Con el arzobispo Luis Antonio Fernández de Córdoba Portocarrero fue nombrado miembro del Consejo de la Gobernación del Arzobispado, y visitador general de las parroquias de la ciudad de Toledo. Tras la muerte del arzobispo, el 22 de abril de 1771 Díaz de Rojas fue nombrado vicario general del arzobispado en Alcalá de Henares y capellán mayor de su Iglesia Magistral, lo que incluía ser visitador del Colegio Mayor de San Ildefonso. 
A finales de 1775 el siguiente arzobispo de Toledo, Francisco de Lorenzana, le nombró Abad Mayor de la Iglesia Magistral de Alcalá de Henares con el apoyo de Manuel de Roda y Arrieta, por entonces secretario de Gracia y Justicia, con el fin de cambiar la estructura y organización diseñada por el Cardenal Cisneros para la Universidad de Alcalá y su Colegio Mayor. El cargo de Abad de la Magistral conllevaba también el de Cancelario universitario y Juez académico y apostólico de la Universidad Complutense; pero, además, desde el 27 de junio de 1776 también asumió el cargo de Rector de dicha Universidad, lo que por primera vez en su historia se le confería a una misma persona un extraordinario poder, al convertirse en la máxima autoridad tanto en el ámbito eclesiástico como académico, incluidos sus aspectos económicos y jurídicos.
Ante esta situación de poder absoluto se le acabaron enfrentando los colegios universitarios, por lo que en 1783 se trasladó a vivir a Madrid, y el 14 de abril de 1788 fue cesado como Visitador de la Universidad de Alcalá. Aunque mantuvo los cargos de Abad Mayor de la Iglesia Magistral y Cancelario de la Universidad hasta el día de su fallecimiento en Alcalá de Henares, donde fue enterrado el 2 de mayo de 1796.

## Reconocimiento
- 20 de octubre de 1789: nombramiento como Caballero Supernumerario de la Real y Distinguida Orden Española de Carlos III.